# Heinrich Fiedler
Carl August Heinrich Fiedler (geb. 10. Februar 1833 in Neisse, Provinz Schlesien; gest. 22. Januar 1899 in Breslau, Provinz Schlesien) war ein deutscher Geologe, Mineraloge und Pädagoge.

## Leben und Wirken
Fiedler studierte Naturwissenschaften und Mathematik in Breslau. Von 1854 bis 1876 unterrichtete er an der städtischen Realschule I. Ordnung Zum heiligen Geist. Ab 1855 war er zudem als Kurator des Mineralogischen Museum der Universität Breslau tätig. Am 16. Oktober 1856 wurde er mit dem akademischen Beinamen de Charpentier in der Sektion Mineralogie, Kristallographie und Petrologie zum Mitglied (Matrikel-Nr. 1784) der Leopoldina gewählt.
1859 wurde er zum Schriftführer des Breslauer Gewerbevereins gewählt und war von 1879 bis 1893 dessen Vorsitzender. 1862 war er Mitbegründer des Schlesischen Central-Gewerbevereins. Im Herbst 1874 entstand unter seiner Mitwirkung die höhere Gewerbeschule Breslau, deren Direktor er 1876 wurde. Von 1875 bis zu seinem Tode war er Mitglied, zeitweilig auch zweiter Präsident, des Breslauer Stadtverordnetenkollegiums. Ab demselben Jahr war er Stuhlmeister der Breslauer Freimaurerloge.
Ab 1878 nahm Fiedler in Berlin an zahlreichen Beratungen über das Schulwesen teil und war 1890 Mitglied der preußischen Dezember-Konferenz. Er setzte sich ein für die Gleichberechtigung der Oberrealschulen mit Gymnasium und Realgymnasium. 1891 wurde er in die ständige Kommission für das technische Unterrichtswesen berufen.
Fiedler verfasste zahlreiche Berichte, Gutachten und Denkschriften sowie einige mineralogische und geologische Studien.
Nach dem Tod seiner Ehefrau heiratete Fiedler einige Jahre vor seinem Ableben ein zweites Mal. Er hatte zwei Söhne und eine Tochter.
Die Ernennung zum Geheimen Regierungsrat erreichte seine Witwe erst nach Fiedlers Tod.

## Werke
- Beitrag zur Kenntniss der Karpolithen der Steinkohlen-Formation. Inaug. Diss., Breslau 1853
- Die Mineralien Schlesiens mit Berücksichtigung der angrenzenden Länder. F. E. C. Leuckart, Breslau 1863